# Rasmus Kupari
Rasmus Kupari, född 15 mars 2000, är en finländsk professionell ishockeyforward som är kontrakterad till Los Angeles Kings i National Hockey League (NHL) och spelar för Ontario Reign i American Hockey League (AHL). Han har tidigare spelat för Oulun Kärpät i Liiga och Kokkolan Hermes i Mestis.
Kupari draftades av Los Angeles Kings i första rundan i 2018 års draft som 20:e spelare totalt.

## Statistik
| 2017–2018    | Oulun Kärpät      | Liiga        | 39 | 6  | 8  | 14 | 12 | 6  | 0 | 0 | 0 | 4  |
|              | Kokkolan Hermes   | Mestis       | 5  | 1  | 3  | 4  | 4  | —  | — | — | — | —  |
| 2018–2019    | Oulun Kärpät      | Liiga        | 43 | 12 | 21 | 33 | 65 | 16 | 1 | 4 | 5 | 6  |
| 2019–2020    | Ontario Reign     | AHL          | 27 | 6  | 2  | 8  | 9  | —  | — | — | — | —  |
| 2020–2021    | Los Angeles Kings | NHL          | 1  | 0  | 0  | 0  | 0  | —  | — | — | — | —  |
|              | Ontario Reign     | AHL          | 8  | 2  | 7  | 9  | 0  | —  | — | — | — | —  |
| NHL totalt   | NHL totalt        | NHL totalt   | 1  | 0  | 0  | 0  | 0  | —  | — | — | — | —  |
| AHL totalt   | AHL totalt        | AHL totalt   | 35 | 8  | 9  | 17 | 9  | —  | — | — | — | —  |
| Liiga totalt | Liiga totalt      | Liiga totalt | 82 | 18 | 29 | 47 | 77 | 22 | 1 | 4 | 5 | 10 |

### Internationellt
| Källa: Uppdaterad: 2021-03-06 | Källa: Uppdaterad: 2021-03-06 | Källa: Uppdaterad: 2021-03-06 |         | Utv = Utvisningsminuter | Utv = Utvisningsminuter | Utv = Utvisningsminuter | Utv = Utvisningsminuter | Utv = Utvisningsminuter |
| År                            | Lag                           | Mästerskap                    | Matcher | Mål                     | Assists                 | Poäng                   | Utv                     |                         |
| ----------------------------- | ----------------------------- | ----------------------------- | ------- | ----------------------- | ----------------------- | ----------------------- | ----------------------- | ----------------------- |
| 2017                          | Finland                       | U18-VM                        | 7       | 0                       | 3                       | 3                       | 2                       |                         |
| 2017                          | Finland                       | Ivan Hlinka                   | 4       | 2                       | 5                       | 7                       | 0                       |                         |
| 2018                          | Finland                       | U18-VM                        | 4       | 2                       | 1                       | 3                       | 0                       |                         |
| 2018                          | Finland                       | JVM                           | 5       | 0                       | 0                       | 0                       | 0                       |                         |
| 2019                          | Finland                       | JVM                           | 7       | 1                       | 4                       | 5                       | 4                       |                         |
| 2020                          | Finland                       | JVM                           | 1       | 0                       | 0                       | 0                       | 2                       |                         |
| Junior totalt                 | Junior totalt                 | Junior totalt                 | 28      | 5                       | 13                      | 18                      | 8                       |                         |